# Rusłan Patiejew
Rusłan Menirowicz Patiejew (ros. Руслан Мэнирович Патеев; ur. 25 kwietnia 1990 w Moskwie) – rosyjski koszykarz grający na pozycji środkowego, reprezentant Rosji, obecnie zawodnik MBA Moskwa.
2 sierpnia 2018 został zawodnikiem Legii Warszawa.
7 sierpnia 2019 podpisał umowę z MBA Moskwa, występującym w II lidze rosyjskiej (Superliga 1).

## Osiągnięcia
Stan na 8 sierpnia 2019, na podstawie, o ile nie zaznaczono inaczej.
NCAA
- Uczestnik rozgrywek Sweet 16 turnieju NIT (2013)
- Wicemistrz sezonu regularnego konferencji Pac-10 (2010)

Drużynowe
- Mistrz:
  - Eurocup (2015)
  - Rosji U–23 (2014)
- Wicemistrz Rosji/VTB (2015, 2017, 2018)
- 4. miejsce podczas mistrzostw Rosji/TVB (2016)

Reprezentacja
- Wicemistrz mistrzostw Europy U–16 (2006)
- Uczestnik:
  - mistrzostw Europy:
    - 2015 – 17. miejsce
    - U–20 (2010 – 5. miejsce)